# Velarifictorus aspersus
Velarifictorus aspersus är en insektsart som först beskrevs av Walker, F. 1869.  Velarifictorus aspersus ingår i släktet Velarifictorus och familjen syrsor.

## Underarter
Arten delas in i följande underarter:
- V. a. borealis
- V. a. aspersus